# Terengganu Cycling Team/Saison 2014
Dieser Artikel listet Erfolge und Fahrer des Radsportteams Terengganu in der Saison 2014 auf.

## Erfolge in der UCI Asia Tour
| Datum        | Rennen                                      | Kat. | Sieger              |
| ------------ | ------------------------------------------- | ---- | ------------------- |
| 4. April     | 4. Etappe Tour of Thailand                  | 2.2  | Maarten de Jonge    |
| 28. Juni     | Usbekische Meisterschaft – Einzelzeitfahren | CN   | Murodjon Xolmurodov |
| 1. Dezember  | 4. Etappe Sharjah Tour                      | 2.2  | Mohd Harrif Saleh   |
| 14. Dezember | 2. Etappe Jelajah Malaysia                  | 2.2  | Mohd Zamri Saleh    |
| 15. Dezember | 3. Etappe Jelajah Malaysia                  | 2.2  | Mohd Zamri Saleh    |
| 17. Dezember | 5. Etappe Jelajah Malaysia                  | 2.2  | Mohd Harrif Saleh   |

## Zugänge – Abgänge
| Zugänge                        | Team 2013                    | Abgänge                    | Team 2014 |
| ------------------------------ | ---------------------------- | -------------------------- | --------- |
| Mohammed Adiq Husainie Othman  | Champion System              | Faiz Syarifuddin Abd Kadir | Unbekannt |
| Murodjon Xolmurodov            | RTS-Santic Racing Team       |                            |           |
| Anuar Manan                    | Synergy Baku Cycling Project |                            |           |
| Maarten de Jonge               | Team Vorarlberg              |                            |           |
| Mohammad Khairul Aziz Abdullah | Neoprofi                     |                            |           |
| Mohd Fahmi Irfan Mohd Zailani  | Neoprofi                     |                            |           |

## Mannschaft
| Name                                | Geburtstag         | Nationalität |
| ----------------------------------- | ------------------ | ------------ |
| Mohammad Khairul Aziz Abdullah      | 13. Januar 1992    | Malaysia     |
| Muhammad Zulhilmie Afif Ahmad Zamri | 10. März 1992      | Malaysia     |
| Maarten de Jonge                    | 9. März 1985       | Niederlande  |
| Anuar Manan                         | 11. Oktober 1986   | Malaysia     |
| Nur Amirul Fakhruddin Marzuki       | 24. Januar 1992    | Malaysia     |
| Mohd Shahrul Mat Amin               | 6. September 1989  | Malaysia     |
| Mohammad Saufi Mat Senan            | 10. Oktober 1990   | Malaysia     |
| Mohd Fahmi Irfan Mohd Zailani       | 5. August 1992     | Malaysia     |
| Anwar Azis Muhd Shaiful             | 19. Juli 1986      | Malaysia     |
| Mohammed Adiq Husainie Othman       | 29. April 1991     | Malaysia     |
| Mohd Nor Umardi Rosdi               | 11. August 1986    | Malaysia     |
| Mohd Harrif Saleh                   | 15. September 1988 | Malaysia     |
| Mohd Zamri Saleh                    | 10. Dezember 1983  | Malaysia     |
| Yusrizal Usoff                      | 27. August 1990    | Malaysia     |
| Murodjon Xolmurodov                 | 11. Juni 1982      | Usbekistan   |